# Stazione di Camporgiano
La stazione di Camporgiano è una fermata ferroviaria posta sulla linea Aulla-Lucca. Serve il centro abitato di Camporgiano.

## Storia
La stazione di Camporgiano entrò in servizio il 21 aprile 1940, con l'attivazione della tratta da Castelnuovo di Garfagnana a Piazza al Serchio. Successivamente venne declassata a fermata. Nel 2002 la fermata risultava impresenziata insieme ad altri 25 impianti situati sulla linea.

## Movimento
La stazione è servita dalle corse svolte da Trenitalia nell'ambito del contratto di servizio con la Regione Toscana.